# تائولانت صفری
تائولانت صفری (انگلیسی: Taulant Seferi؛ زادهٔ ۱۵ نوامبر ۱۹۹۶) بازیکن فوتبال اهل آلبانی است.
از باشگاه‌هایی که در آن بازی کرده‌است می‌توان به باشگاه فوتبال وینترتور، باشگاه فوتبال رابوتنیچکی، و باشگاه ورزشی یانگ بویز اشاره کرد.
وی همچنین در تیم‌های ملی فوتبال نوجوانان، جوانان، زیر ۲۱ سال و بزرگسالان مقدونیه شمالی همین‌طور زیر ۲۱ سال و بزرگسالان آلبانی بازی کرده‌است.